# Interregnum
Interregnum (mellanregering, från latinets inter, "mellan" och regnum, "konungadöme”, ”herravälde”) kan dels beteckna en interimstyrelse som förvaltar regeringsmakten då det ordinarie styrelseorganet inte kan utöva den, dels den tid som förflyter mellan en ordinarie makthavares avgång eller död och efterträdarens maktövertagande. 